# Perpetual Grace, LTD
Perpetual Grace, LTD – amerykański serial telewizyjny (Neo-noir thriller) wyprodukowany przez Escape Artists, Chi-Town Pictures, Elephant Pictures, FXP  oraz MGM Television, którego twórcam są  Steven Conrad i Bruce Terris.  Serial jest emitowany od 2 czerwca 2019 roku przez Epix, natomiast w Polsce od 7 września 2019 roku na Canal+ Seriale.
Serial opowiada o  Jamesie, oszuście, który zaczyna polować na  pastora Byrona Browna.

## Obsada

### Główne
- Jimmi Simpson jako James[3]
- Ben Kingsley jako pastor Byron Brown[4]
- Jacki Weaver jako Lillian[5]
- Luis Guzmán jako Hector Contreras[6]
- Damon Herriman jako Paul Allen Brown[6]
- Chris Conrad jako New Leaf[6]

### Role drugoplanowe
- Kurtwood Smith jako Uncle Dave[6]
- Terry O’Quinn jako Texas Ranger Wesley Walker[6]
- Timothy Spall jako Donny[7]
- Dash Williams jako Glenn Pirdoo
- Eliana Alexander jako Marisol Contreras
- Alonso Alvarez jako Emile Contreras
- Calvin Benuto jako Matthias Contreras

## Odcinki
| Sezon | Odcinki | Oryginalna emisja w Epix | Oryginalna emisja w Epix | Oryginalna emisja w Canal+ Seriale | Oryginalna emisja w Canal+ Seriale | Oryginalna emisja w Canal+ Seriale |
| Sezon | Odcinki | Premiera sezonu          | Finał sezonu             | Premiera sezonu                    | Finał sezonu                       |                                    |
| ----- | ------- | ------------------------ | ------------------------ | ---------------------------------- | ---------------------------------- | ---------------------------------- |
| 1     | 10      | 2 czerwca 2019           | 4 sierpnia 2019          | 7 września 2019                    | 5 października 2019                |                                    |

### Sezon 1 (2019)
| #  | Tytuł                                                     | Reżyseria      | Scenariusz                  | Premiera w Epix |                     |
| -- | --------------------------------------------------------- | -------------- | --------------------------- | --------------- | ------------------- |
| 1  | Eleven                                                    | Steven Conrad  | Steven Conrad, Bruce Terris | 2 czerwca 2019  | 7 września 2019     |
| 2  | Orphan Comb Death Fight                                   | Steven Conrad  | Steven Conrad, Bruce Terris | 9 czerwca 2019  | 7 września 2019     |
| 3  | Felipe G. Usted. Almost First Mexican on the Moon. Part 1 | James Whitaker | Steven Conrad, Bruce Terris | 16 czerwca 2019 | 14 września 2019    |
| 4  | Felipe G. Usted. Almost First Mexican on the Moon. Part 2 | James Whitaker | Steven Conrad, Bruce Terris | 23 czerwca 2019 | 14 września 2019    |
| 5  | Wandering Left                                            | Steven Conrad  | Steven Conrad, Bruce Terris | 30 czerwca 2019 | 21 września 2019    |
| 6  | When Doves Cry                                            | Steven Conrad  | Steven Conrad, Bruce Terris | 7 lipca 2019    | 21 września 2019    |
| 7  | Bull Face                                                 | James Whitaker | Steven Conrad, Bruce Terris | 14 lipca 2019   | 28 września 2019    |
| 8  | Fiveever                                                  | James Whitaker | Steven Conrad               | 21 lipca 2019   | 28 września 2019    |
| 9  | The Elements of an Epiphany                               | Steven Conrad  | Steven Conrad               | 28 lipca 2019   | 5 października 2019 |
| 10 | A Sheriff in The Era of The Cartel                        | Steven Conrad  | Steven Conrad               | 4 sierpnia 2019 | 5 października 2019 |

## Produkcja
28 sierpnia 2018 roku platforma Epix zamówiła pierwszy sezon thrillera, w którym jedną z głównych role otrzymali Ben Kingsley oraz Jimmi Simpson.
Na początku września 2018 roku Jacki Weaver dołączyła do serialu jako Lilliana.
W listopadzie 2018 roku do obsady dołączyli: Kurtwood Smith, Luis Guzmán, Damon Herriman, Chris Conrad i Terry O’Quinn
.
Na początku lutego 2019 roku Timothy Spall otrzymał rolę jako Donny.